# Hetty van de Wouw
Hetty van de Wouw (* 29. Mai 1998 in Kaatsheuvel) ist eine niederländische Radsportlerin.

## Sportliche Laufbahn
2014 wurde Hetty van de Wouw niederländische Junioren-Meisterin im 500-Meter-Zeitfahren. Im Jahr darauf errang sie erste internationale Erfolge: Bei den Junioren-Europameisterschaften errang sie je eine Bronzemedaille im Scratch und im 500-Meter-Zeitfahren. 2016 wurde sie gemeinsam mit Steffie van der Peet Junioren-Europameisterin im Teamsprint, im Sprint sowie im Zeitfahren holte sie die Silbermedaille. Bei den Junioren-Weltmeisterschaften wurde sie Dritte im Sprint. Zudem wurde sie niederländische Meisterin der Frauen-Elite im Keirin.
2017 wurde van de Wouw U23-Europameisterin im Keirin und Dritte im Sprint. Bei den Bahneuropameisterschaften im selben Jahr gewann sie gemeinsam mit Shanne Braspennincx und Kyra Lamberink die Bronzemedaille im Teamsprint. Bei den U23-Europameisterschaften errang sie Gold im Keirin und Bronze im Sprint. 2018 wurde sie mit Kyra Lamberink, Laurine van Riessen und Shanne Braspennincx Vize-Weltmeisterin im Teamsprint. Im Jahr darauf gewann sie bei den U23-Europameisterschaften mit Steffie van der Peet Silber im Teamsprint und Bronze im Keirin.
2021 wurde Hetty van de Wouw Europameisterin im Teamsprint der Elite (mit Shanne Braspennincx, Kyra Lamberink und Steffie van der Peet). 2022 gewann sie mit Steffie van der Peet, Kyra Lamberink und Laurine van Riessen beim Lauf des Nations’ Cup in Glasgow den Teamsprint. Im Jahr darauf errang sie bei den Europameisterschaften jeweils Bronze im 500-Meter-Zeitfahren und im Teamsprint (mit Steffie van der Peet und Kyra Lamberink).
Bei den Olympischen Spielen 2024 in Paris gewann van de Wouw die Silbermedaille im Keirin, außerdem kam sie im Sprint und im Keirin jeweils auf den vierten Platz. Bei den Europameisterschaften 2025 gewann sie erstmals einen großen Titel in einer individuellen Disziplin, und zwar im Zeitfahren über 1000 Meter mit einer neuen Weltrekordzeit von 1:04,497 min.

## Erfolge
2014
- Niederländische Junioren-Meisterin – 500-Meter-Zeitfahren

2015
- Junioren-Europameisterschaft – Scratch, 500-Meter-Zeitfahren

2016
- Junioren-Weltmeisterschaft – Sprint
- Junioren-Europameisterin – Teamsprint (mit Steffie van der Peet)
- Junioren-Europameisterschaft – Sprint, 500-Meter-Zeitfahren
- Niederländische Meisterin – Keirin

2017
- Europameisterschaft – Teamsprint (mit Shanne Braspennincx und Kyra Lamberink)
- U23-Europameisterin – Keirin
- U23-Europameisterin – Sprint

2018
- Weltmeisterschaft – Teamsprint (mit Kyra Lamberink, Laurine van Riessen und Shanne Braspennincx)

2019
- U23-Europameisterschaft – Teamsprint (mit Steffie van der Peet)
- U23-Europameisterschaft – Keirin

2021
- Europameisterin – Teamsprint (mit Shanne Braspennincx, Kyra Lamberink und Steffie van der Peet)

2022
- Nations’ Cup in Glasgow - Teamsprint (mit Steffie van der Peet, Kyra Lamberink und Laurine van Riessen)

2023
- Europameisterschaft – 500-Meter-Zeitfahren, Teamsprint (mit Steffie van der Peet und Kyra Lamberink)

2024
- Europameisterschaft – Keirin, Teamsprint (mit Kyra Lamberink und Steffie van der Peet)
- Weltmeisterschaft – Sprint, Keirin, Teamsprint (mit Kimberley Kalee, Steffie van der Peet und Kyra Lamberink)
- Olympische Spiele – Keirin
- Nations Cup in Milton – Teamsprint (mit Kyra Lamberink und Steffie van der Peet)

2025
- Europameisterin – Zeitfahren, Teamsprint (mit Kimberly Kalee und Steffie van der Peet)
- Europameisterschaft – Keirin
- Nations Cup in Konya – Teamsprint (mit Kimberly Kalee und Steffie van der Peet)